# Stazione di Sirkeci
La stazione di Sirkeci (in turco: Sirkeci Garı) è stata il principale scalo ferroviario di Istanbul e si trova nella parte europea della città, nel quartiere di Sirkeci, parte del distretto di Fatih.
I treni internazionali, nazionali e regionali diretti verso l'Europa partivano da questa stazione, che fu inaugurata nel 1890 come capolinea dell'Orient Express sotto il sultanato di Abdul Aziz.
La stazione, gestita dalle Ferrovie turche, era il nodo terminale delle linee che collegano la Turchia all'Europa; le due linee principali collegano Istanbul a Salonicco in Grecia ed a Bucarest in Romania. Inoltre era il terminale della linea Sirkeci-Halkalı che collegava la penisola storica al sobborgo di Halkalı lungo la costa europea del mar di Marmara. Dal 2013 la stazione è stata soppressa a seguito della realizzazione del progetto Marmaray, che comprende le due linee ferroviarie suburbane già esistenti in Europa e in Asia rimodernate e unite da un tunnel ferroviario sottomarino che attraversando il Bosforo collega la parte asiatica a quella europea di Istanbul: al suo posto a Sirkeci è stata realizzata una stazione sotterranea. La stazione è stata riaperta il 26 Febbraio 2024 con l'inaugurazione della linea di metropolitana leggera T6, che percorre il tratto Kazlicesme-Sirkeci della vecchia ferrovia. Rimane il progetto di far partire i treni internazionali da Sirkeci e non più da Halkali, riaprendo così la stazione anche al traffico ferroviario vero e proprio. Il Terminal di Sirkeci ha un totale di 4 piattaforme (3 sopra, 1 sottoterra) con 7 binari (5 sopra, 2 sottoterra). In passato, i treni pendolari per Halkalı partivano dai binari 2, 3 e 4; mentre i treni regionali per Kapıkule, Edirne e Uzunköprü, insieme ai treni internazionali per Bucarest, Sofia e Belgrado, partivano dai binari 1 e 5.